# Rua
För andra betydelser, se Rua (olika betydelser).
Rua eller Rugila var en hunnisk krigsherre som år 432 e.Kr. lyckades ena hunnerna under sitt styre. Rua förblev deras kung fram till sin död år 434 e.Kr. Rua efterträddes på tronen av sina brorsöner Bleda och Attila.